# Halo 3: ODST
Halo 3: ODST sota el lema de "Prepare to Drop" és un videojoc del gènere FPS desenvolupat per Bungie Studios, exclusivament per a la consola Xbox 360. El joc és el cinquè títol d'una sèrie que va començar amb Halo: Combat Evolved, va seguir amb Halo 2, Halo 3 i finalment Halo Wars. Halo 3: ODST està situat cronològicament entre Halo 2 i Halo 3.
Tenint en compte que el personatge principal és un humà normal i que no pot suportar el mateix que el "cap mestre" (Master Chief), s'espera un joc més estratègic, de cobrir i disparar assegurant el blanc i no saltar brutalment a l'acció amb qualsevol arma com es solia veure a Halo 3, on no importava de quin tipus d'arma disposés el Cap mestre, n'hi havia prou que hi hagués prou
munició.
Va sortir a la venda el 22 de setembre de 2009. Halo ha estat una de les sagues més famoses i amb més èxit de videojocs, i un dels més populars shooter de la nova generació de consoles. És una franquícia exclusiva de Microsoft ® i ha pujat la popularitat de forma notable de la consola Xbox 360, la qual té a la saga Halo com un dels seus pilars, fins i tot es venen versions especials de la consola amb tema d'Halo.

## Història i Novetats de Halo 3 ODST
Quan obri la caixa de Halo 3: ODST es trobarà dos discos: el primer conté la campanya del títol i en el segon tindràs Halo 3 Mythic, amb tota la col·lecció multijugador, amb els mapes antics i tres nous, fins a arribar als 24 mapes. Tots dos CD tenen la seva ració de novetats, entre les quals destaca l'absència del cap Mestre, substituït per un soldat de l'Orbital Drop Shock Trooper (abreujat com "ODST",en espanyol: SCDO o Soldats de Xoc de Descens Orbital), un efectiu d'elit entre els marines espacials convencionals de l'univers de Halo.
En la introducció es veu a tots els components de l'esquadró d'elit a què pertany el nou protagonista: un novell (Rookie), descendint cap a Nova Mombasa en el moment en què el profeta de la veritat salta (es teleporta) de Nova Mombasa a Delta Halo. Però alguna cosa falla i el principiant perd el coneixement en aterrar. Aconsegueix despertar sis hores després. Des dels primers instants de joc t'adones de ser un ODST és una mica diferent al que has viscut fins ara en l'univers de Halo, com a soldat d'elit no tens el radar ni la teva armadura és tan resistent com la del Cap Mestre, i ara hauràs de restaurar la teva vida danyada amb farmacioles Optical.
Però no tot són desavantatges en viure l'aventura com un soldat normal i no com el poderós cap Mestre, ara tens la manera VISR, una manera semblant a la visió nocturna que et permet identificar tot el teu entorn, que apareix silueta de diferents colors, fins i tot en foscor absoluta. Resulta molt convenient, ja que bona part de la història principal és nocturna (aproximadament la meitat del joc). En aquesta manera els objectes amb els quals pots interaccionar apareixen vorejats de color blau, els enemics apareixen vorejats en vermell, els teus aliats apareixen en verd, el teu entorn apareix en groc-verdós i els enregistraments d'àudio i els objectes balisa apareixen en un groc vistós.
Una altra de les novetats són dues armes noves, fetes per al tirador designat en qüestió: el subfusell M7S (com sempre, en format bullpup) i la pistola Magnum M6S (afortunadament, aquest tipus de pistola torna, però amb diferent especificació, ja que com es va dir, has de ser un tirador designat). Ambdues armes tenen un silenciador i una mira telescòpica d'abast mitjà. El M7S és molt efectiu a curta distància, perfecte contra els Brutes, Drones i les aglomeracions d'enemics. La Magnum M6S és perfecta contra els Grunts i els Jackals a mitjana distància. D'un tret al cap acabaràs amb ells. Són alternatives sigiloses l'M7 convencional amb recompte electrònic i la M6G, que també es troben dins del joc juntament amb la majoria de les altres armes de Halo 3.
Quan el principiant obre els ulls ja és de nit i aquest està només en una ciutat escenari de guerra. Tota la ciutat de Nova Mombasa és el nivell més llarg que Bungie ha creat en un joc Halo. No es veu activitat humana ni se sap què ha passat amb els companys del nostre esquadró. El primer pas és activar al superintendent de la ciutat, una intel·ligència artificial (IA) que no és tan intel·ligent com Cortana, però que controla totes les funcions de la ciutat i pot indicar objectius i donar pistes per saber què ha passat amb els nostres companys d'equip.
Bungie afirma que en utilitzar el motor gràfic de Halo 3 han pogut aquesta vegada portar-lo al límit des del principi del desenvolupament. Però la màgia de l'estudi no es limita, mai s'ha limitat, als gràfics. Tot al teu voltant transmet sensació de solitud: la foscor, la música, la percepció de la teva vulnerabilitat, és una ambientació digna de la sèrie.
El mapa t'ofereix la possibilitat de marcar punts determinats que t'interessen i t'indica fins als punts que et falten per arribar-hi quan intentis tornar. També estan indicats els objectes amb els que t'indica el superintendent pots interaccionar.
Aquests objectes et porten en un flashback a aquestes hores en què vas estar inconscient. En aquestes missions revius el que li va passar a un dels teus companys en primera persona, el que et va aportant trossos inconnexos que a la fi cobraran coherència i et permetran omplir aquests buits.